# Abborrasjön (Slättåkra socken, Halland)
Abborrasjön är en sjö i Halmstads kommun i Halland och ingår i Suseåns huvudavrinningsområde. Sjön har en area på 0,0594 kvadratkilometer och ligger 172,2 meter över havet.

## Delavrinningsområde
Abborrasjön ingår i det delavrinningsområde (631573-132297) som SMHI kallar för Mynnar i Suseån. Medelhöjden är 140 meter över havet och ytan är 21,12 kvadratkilometer. Det finns inga avrinningsområden uppströms utan avrinningsområdet är högsta punkten. Slien som avvattnar avrinningsområdet har biflödesordning 3, vilket innebär att vattnet flödar genom totalt 3 vattendrag innan det når havet efter 38 kilometer. Avrinningsområdet består mestadels av skog (92 procent). Avrinningsområdet har 0,63 kvadratkilometer vattenytor vilket ger det en sjöprocent på 3 procent.